# Amandus Acker
Pour les articles homonymes, voir Acker.
Amandus Acker CSSp (* 24 avril 1848 à Weyersheim en Basse-Alsace ; † 30 mars 1923 à Knechtsteden près de Neuss) est un pionnier alsacien des missions catholiques pendant l'époque coloniale (fin XIXe-début XXe siècle) : il a fondé la province allemande des Spiritains. Il a contribué au retour en Allemagne des ordres assimilés par le Kulturkampf aux Jésuites, à savoir les Spiritains, les Rédemptoristes ou les Lazaristes/Vincentiens.

## Biographie
Issu d'une famille de paysans, il est élevé dans la maison d'un parent médecin parce qu'il avait perdu ses parents à un jeune âge. Son père adoptif ne veut pas l'orienter vers les études à cause de son défaut d'élocution. Ce sera sa sœur qui lui permettra l'accès à une école de la mission des Spiritains en France. Malgré son défaut d'élocution, il termine ses études théologiques à Langonnet, est ordonné prêtre en 1875 et entre le 15 août (fête de l'Assomption) de cette même année dans la Congrégation missionnaire du Saint-Esprit (Spiritains) : il est aussitôt affecté à la mission au Zanzibar.
Il commence comme responsable d'un orphelinat pour les enfants esclaves rachetés, puis il dirige la mission sur l'île et gère en même temps la Procure pour les missions sur le continent en Afrique de l'Est. Au cours des dix-neuf années de présence au Zanzibar, il entretient de bonnes relations avec de nombreux fonctionnaires coloniaux et politiques, allemands et étrangers, lesquelles relations s'avéreraient utiles plus tard en Allemagne.
En 1893, le P. Acker est impliqué dans un différend sur les Goans à Zanzibar, qui s'envenime en tension politique entre la France et le Portugal. Du coup, il doit retourner en Europe. On lui confie alors la mission de faire revenir en Allemagne les Spiritains qui avaient été expulsés à cause du Kulturkampf. Il est donc nommé par le Père supérieur général des Spiritains et le Cardinal Préfet de la Sacrée Congrégation pour la propagation de la foi, supérieur de la Province allemande, qui avait initialement un seul membre : lui-même.
Avec l'aide de l'archevêque de Cologne Mgr Krementz, l'autorisation du gouvernement prussien et le soutien financier du Club africain (Afrikaverein), il rachète en 1895 les ruines de l'ancien couvent prémontré de Knechtsteden : elle sera reconstruite sous sa direction jusqu'en 1908. En 1896, il y fonde une école de la mission, en 1898 le noviciat des frères et en 1905 un séminaire. Cette première série de refondations est suivie jusqu'en 1914 de quatre autres maisons : les écoles de la mission à Saverne, en Alsace (1900) et à Broich près d'Aix-la-Chapelle (1905), le noviciat des clercs à Neufgrange en Lorraine (1904) et une maison de convalescence à Heimbach dans l'Eifel (1914).
Il dirige la province allemande de la congrégation jusqu'en 1919. Il fait de nombreuses conférences en Allemagne et en Autriche sur la mission dans les colonies, en particulier aux Katholikentag de Ratisbonne en 1904 et de Düsseldorf en 1908. Il est aussi cofondateur du Zeitschrift für Missionswissenschaft Journal de missiologie). Il préside le Rassemblement missionnaire (Missionsversammlung) de Strasbourg en 1905. Jusqu'en 1917, il sera régulièrement réélu comme président de la Conférence des supérieurs des ordres et congrégations missionnaires en Allemagne, fondée en 1910.
Il présente avec habileté le point de vue de l'Église catholique sur les questions de l'esclavage, du travail forcé et des mariages mixtes entre races dans les zones colonisées. Il appelle à l'abolition de l'esclavage et de la polygamie et à la construction d'écoles et d'hôpitaux dans les colonies. Pendant la Première guerre mondiale, il se prononce avec force en faveur des Arméniens persécutés en Turquie.
Son engagement en faveur des colonies allemandes lui a valu d'être honoré par l'empereur Guillaume II de l'ordre de l'Aigle rouge et l'ordre de la Couronne. En revanche, sa demande auprès de Pie X, qui le reçoit en audience en 1908 lors d'un pèlerinage à Rome, d'une encyclique sur le thème de la mission n'aura pas de suite.
Il passe ses dernières années dans le domaine de Knechtsteden où il meurt le vendredi saint 1923, à 75 ans - presque aveugle et partiellement paralysé par un accident vasculaire cérébral.
Une cloche de l'église du monastère de Knechtsteden a été nommée Amandus en 1931 à sa mémoire.

## Source de la traduction
- (de) Cet article est partiellement ou en totalité issu de l’article de Wikipédia en allemand intitulé « Amandus Acker » (voir la liste des auteurs).